# الزراعة العامة
الزراعة العامة زراعة تعتمد على العمال الزراعيين.

## كارل ماركس
كتب كارل ماركس في رسالته عام 1881 إلى فيرا زاسوليتش أن «الزراعة العامة» تاريخيا هو أحدث أنواع الأشكال القديمة للمجتمعات. كتب ماركس أن الميزات التالية تميز الزراعة العامة عن أشكال الزراعة القديمة.
- كانت الزراعة القديمة على أساس القرابة.
- في الزراعة العامة كان المنزل والفناء ملكية خاصة.
- كانت الأراضي الصالحة للزراعة شائعة في الزراعة العامة، ولكن تم تقسيمها بشكل دوري بين الأعضاء حتى يمتلكوا المحاصيل، بينما تم إنتاج الإنتاج المحلي في الزراعة العامة القديمة القديمة وتم تقاسم العائد.

### الزراعة العامة فيالاتحاد السوفيتي
كانت «الزراعة العامة» (بالروسية: Сельскохозяйственная коммуна، сельхозкоммуна) شكلاً من أشكال التعاون الزراعي في الاتحاد السوفياتي المبكر. كانت الأراضي والأدوات في المجتمعات الزراعية ملكية مشتركة وتم توزيع المنتج للفرد («لكل فم»). في استراحة 1920-1930، تم تحويلها إلى كولشوز